# География на Португалия
Португалия е страна разположена в Югозападната част на Европа, заемаща западната част на Пиренейския полуостров, на брега на Атлантическия океан. Нейна територия са Азорските острови на запад и островите Мадейра на юг.

## Географско положение, граници, големина, брегова линия
В съвременните си граници Португалия има площ 92 340 km². Морските граници на страната са 1647 km, в т.ч. континентална брегова линия – 832 km, брегова линия на островите – 815 km. На север и изток Португалия граничи с Испания, като дължината на границата е 1214 km. Максималната дължина на страната от север на юг е приблизително 340 km, а от запад на изток – 140 km.
Територията на Португалия, заедно с островите се простира между 32° и 42°с.ш. и между 6° и 31°з.д. Крайните точки на страната са следните:
- крайна северна точка – (42°09′15″ с. ш. 8°11′54″ з. д. / 42.154167° с. ш. 8.198333° з. д.), ляв бряг на река Миньо, на границата с Испания
- крайна южна точка – континентална (36°59′37″ с. ш. 8°56′56″ з. д. / 36.993611° с. ш. 8.948889° з. д.), нос Сагриш, на брега на Атлантическия океан; островна (32°37′59″ с. ш. 16°56′42″ з. д. / 32.633056° с. ш. 16.945° з. д.), остров Мадейра от архипелага Мадейра.
- крайна западна точка – континентална (38°46′52″ с. ш. 9°30′02″ з. д. / 38.781111° с. ш. 9.500556° з. д.), нос Кабу да Рока (най-западната континентална точка на Европа), на брега на Атлантическия океан; островна (39°27′06″ с. ш. 31°16′08″ з. д. / 39.451667° с. ш. 31.268889° з. д.), остров Флориш от Азорските острови.
- крайна източна точка – (41°34′30″ с. ш. 6°11′21″ з. д. / 41.575° с. ш. 6.189167° з. д.), десен бряг на река Дуеро, на границата с Испания.

Бреговете на Атлантическия океан са предимно ниски, пясъчни и слабо разчленени. Само в районите на устията на реките Тежу и Саду морските води, са залели част от сушата и са се образували заливи (Сетубал) и естуари.

## Релеф
Северната част на страната основно е заета от дълбоко разчленената западна периферия на платото Месета, над което се издигат отделни кристалинни масиви, като преобладаващите височини са 1000 – 1200 m – южната част на Галисийския масив (1526 m), Сера ди Маран (1415 m), Сера ди Ногейра (1319 m), Сера ди Борниш (1201 m), Сера да Гуардуня (1223 m), Сера ди Карамулу и др. Максималната височина в континенталната част на страната е връх Ещреля (1991 m) в масива Сера да Ещреля, а най-високата точка на Португалия е връх Пико (2351 m), на едноименния остров в Азорските острови. На запад планините стръмно се спускат към приморската равнина. Южно от река Тежу е разположена голяма част от Португалската низина, в състава на която равнинните участъци се редуват с ниски хълмисти ридове. На изток низината е заградена от плато с отделни възвишения с височина от 600 до 1000 m (максимална 1025 m). В крайната южна част на страната е разположено възвишението Сера да Алгарви с височина до 902 m, южните склонове на което стръмно се спускат към крайбрежната низина. Азорските острови и остров Мадейра имат вулканичен произход, като на Азорите няколко вулкана са активни и в наши дни.

## Геоложки строеж, полезни изкопаеми
Планинските северни и южни райони на Португалия са изградени от докамбрийски и палеозойски кристалинни шисти, гнайси, кварцити и пясъчно-шистови пластове, продължаващи херцинските нагънати системи на платото Месета и масива Уелва. Големи площи са заети от изходи на повърхността на къснопалеозойски гранити. Херцинският фундамент несъгласувано е препокрит на запад в мезозойското понижение от юрски варовици, кредни, палеогенови и неогенови натрошени наслаги.
От полезните изкопаеми най-голямо значение имат находищата на волфрамови руди (Панашкейра) с достоверни и вероятни запаси около 13 хил.т (предимно WO3) и калаени руди (Баралейра, 15 хил.т, със съдържание на Sn 0,4 – 1%), всички те свързани с херцинските гранити. На юг се простира пояс от от пиритови руди (Алжущрел, Мина ди Сан Домингош). Установени са находища на медни, железни и уранови (достоверни и вероятни запаси 8,7 хил.т, предимно U3O8) руди, берил и малки находища на каменни и кафяви въглища.

## Климат
Климатът на Португалия е субтропичен, от средиземноморски тип, с горещо лято и дъждовна зима. Благодарение на постоянния приток на влажни въздушни маси от Атлантическия океан зимата е мека, а лятното засушаване се смекчава от високата относителна влажност на въздуха и сухия сезон е по-къс в сравнение със средиземноморското крайбрежие на Пиренейския полуостров. Често явление през лятото по крайбрежието е морския бриз, който значително освежава въздуха. Средната януарска температура по крайбрежието е около 10°С, а във вътрешните райони 7 – 8°С. Средната юлска температура на въздуха нараства от 20°С по крайбрежието и на север до 25 – 27°С във вътрешните и южните райони на страната. По високите хребети в Северна Португалия в течение на няколко месеца се задържа снежна покривка. Годишната сума на валежите в крайбрежните райони на юг е около 400 mm, на север – до 800 mm, а в планините – от 1200 до 2500 mm. Дъждовете падат предимно през зимния период. Климатът в Мадейра и Азорските острови, поради тяхното разположение в Атлантическия океан, е дъждовен и влажен.

## Води
Речната мрежа на Португалия е гъста. В пределите на страната преминават долните течение на най-големите реки на Пиренейския полуостров – Дору, Тежу, Гуадиана и Миньо. Най-голямата изцяло португалска река е Мондегу. Реките на страната са с предимно дъждовно подхранване, с максимален отток през зимата и пролетта и рязък минимум през лятото. В планините реките обикновено текат в тесни и дълбоки долини, имат голяма денивелация и притежават значителни хидроенергийни запаси. В равнините голяма част от водите на реките се използват за напояване.

## Почви, растителност, животински свят
На север в планините са разпространени предимно планински горски подзолисти почви, а в централните и южните райони преобладават кафявите и канелените почви. По крайбрежието големи участъци са заети от заблатени земи, на места с развити солончакови почви. Растителността предимно от средиземноморски тип е характерна за южните райони на страната. В отдалечените от океана планини широко разпространение имат маквисовите гори със значително участие на дървовиден пирен и драка на север и лавдан на юг. Горите на Португалия са почти унищожени и заемат едва 5% от нейната територия. В планините на север са разпространени кестенови и дъбови (каменен и корков дъб) гори, а по крайбрежието – малки горички от приморски бор, пиния и насаждения от евкалипт. Значителни участъци са заети от ливади. В близост до южното крайбрежие на места е развита халофитно-ливадна растителност.
Животинският свят от средиземноморски тип е с широко разпространени видове, свойствени за Средна Европа (вълк, лисица, пор и др.) и с участието на представители на североафриканската фауна (генета, алжирски таралеж, испански заек). Има многочислени гризачи, летящи мишки, множество видове птици, а също змии и гущери. Крайбрежните води са богати на риба.

## Природни райони
В зависимост от релефа, климата и растителността територията на Португалия се поделя на два природни района:
- Северна Португалия – район с относително влажен климат и преобладаване на планински, горски и ливадни ландшафти;
- Южна Португалия – район със засушлив климат и преобладаване на хълмисти равнини и ландшафти от средиземноморски тип.[2]